# Kloster Töss

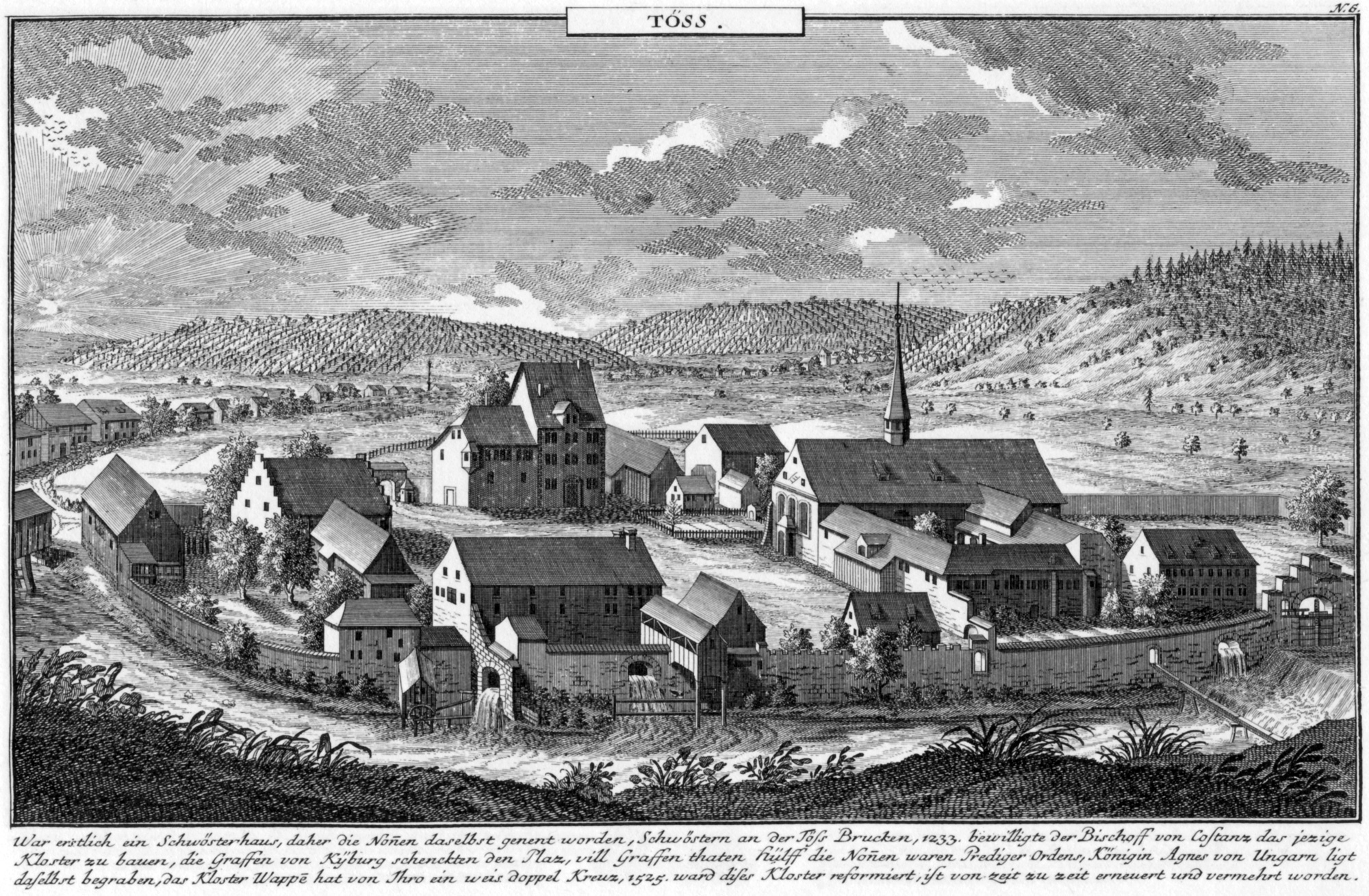
Kloster Töss 1741; Stahlstich von David Herrliberger

Das Kloster Töss war ein Kloster der Dominikanerinnen aus dem 13. Jahrhundert im Winterthurer Stadtteil Töss. Es wurde zu Beginn des 19. Jahrhunderts abgebrochen. An seiner Stelle steht heute die Maschinenfabrik Rieter.

## Geschichte

### Beginn

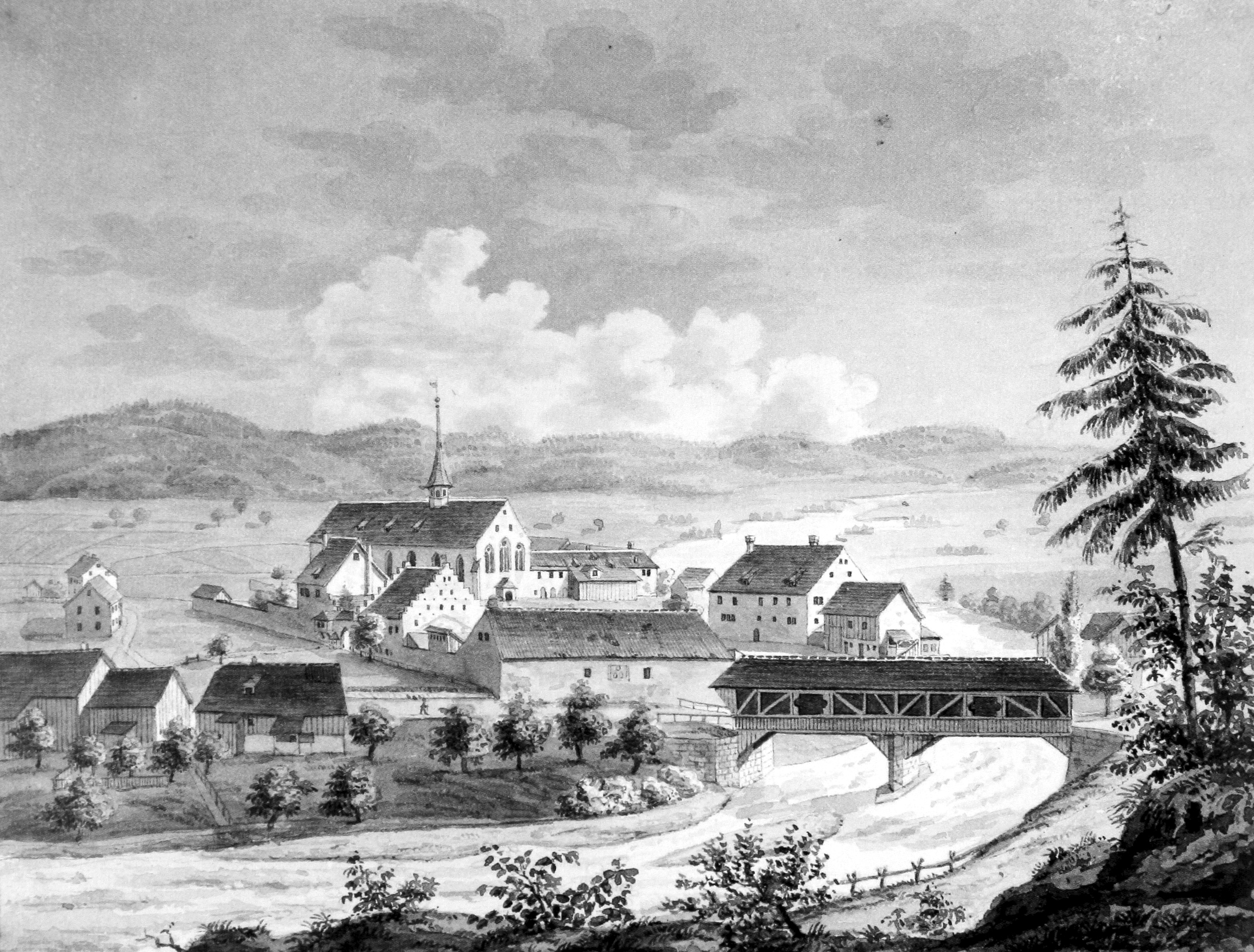
Kloster Töss um 1838. Zeichnung von Ludwig Schulthess

Im Gebiet «In den Wyden» standen bereits im 13. Jahrhundert ein Schwesternhaus und eine Mühle. Das Kloster Töss wurde am 19. Dezember 1233 mit Bewilligung des Bischofs von Konstanz durch die Grafen Hartmann IV. und V. von Kyburg gegründet. 1234 wurde zuerst ein Haus für die Schwestern gebaut, 1240 eine Kapelle. Beide Gebäude wurden 1240 von Bischof Heinrich von Tanne geweiht.
Die Kirche, ein einschiffiger langgestreckter Bau mit einer Länge von 44,5 Metern, wurde 1315 geweiht. Das grosse Spitzbogenfenster an der Ostwand wurde vermutlich 1704 zugemauert. Die südliche Längsseite war von zwei Spitzbogenfenstern durchbrochen, die Nordseite von acht. An der Westseite lag, vermutlich erst seit 1704, eine kleine Eingangskapelle, darüber drei Fenster mit hochgotischem Masswerk. Über das Innere der Kirche ist nichts bekannt; vermutlich war sie von einer flachen Holzdecke überspannt.
Eine Mühle bei der ehemaligen Brücke über die Töss und ein Bauernhof bildeten die erste Basis seiner wirtschaftlichen Existenz. Zudem wurde das Kloster von sämtlichen Steuern und Abgaben befreit. Die Nonnen erhielten das Recht, ihre Priorin selbst frei zu wählen.
Das Gelübde, das die Schwestern beim Eintritt ablegen mussten, unterschied sich nur unwesentlich von jenem des Klosters Oetenbach in Zürich; für beide waren die Regeln des heiligen Augustin massgebend.
Das Kloster unterstand nach 1235 auf Anordnung von Papst Gregor IX. der Aufsicht der Zürcher Dominikaner. Sie predigten an hohen Feiertagen und nahmen die Beichte ab. 1268 stattete der dominikanische Gelehrte Albertus Magnus dem Kloster einen Besuch ab und weihte die Altäre der Kirche. Auch Meister Eckhart besuchte vermutlich 1324 das Kloster. Sein Schüler Heinrich Seuse reiste oft nach Töss.

### Klosterleben und Mystik
Einen Einblick in das Leben der Nonnen in den Klöstern Oetenbach und Töss gibt eine Beschreibung von Walter Muschg:

„Die Tage erhielten durch die sieben kanonischen Tagzeiten, die Horen, einen unabänderlich gleichförmigen Verlauf. Sie bestanden aus gemeinsamen Gebeten mit Gesang und Lesungen im Kirchenchor. Die Zwischenzeiten waren durch häusliche Arbeiten im Werkhaus, vor allem durch Spinnen, ausgefüllt und nur eine andere Art von Gottesdienst. Die höher Geschulten verbrachten sie mit dem Abschreiben von Büchern und Noten für den Chorgesang. Während der Mahlzeiten, die wie die Stunden im Werkhaus schweigend verliefen und so karg waren, dass es Novizen zuweilen vor den Speisen ekelte, wurde von der Lesemeisterin vorgelesen. Schwere Fastengebote hoben von Zeit zu Zeit auch diese Erquickung fast völlig auf. Zu Tische sassen Laienschwestern und Kinder neben jungen und steinalten Nonnen. Unter den Frauen des Tösser Schwesternbuches sind solche, die mit drei, vier, sechs Jahren ins Kloster traten. Man erfährt dort auch, mit welchem Eifer im 13. Jahrhundert die grausamen Vorschriften noch überboten wurden. Tagsüber, heisst es, herrschte Totenstille, keine trieb Sonderwerk, alle sassen im Werkhaus so andächtig wie in der Messe. Eine Eigentümlichkeit der Predigerklöster war vor allem noch die Matutin, der nächtliche Chor vor dem Morgengrauen, dessen pünktliche Innehaltung den Begeisterten Herzenssache war. Manche von ihnen sieht man die Stunden bis zur Prim, der nächsten Hore, im dunklen Chor der Klosterkirche durchwachen. Dies ist die Zeit ihrer geheimsten Erlebnisse, der ekstatischen Übungen, Versuchungen und Visionen:“

Diese Atmosphäre grosser Entbehrungen förderte das Klima mystischen Gedankengutes; durch lange andauerndes sich Versenken in die Glaubenswelt, Askese und körperliche Kasteiungen wurde eine Vereinigung mit Christus gesucht. Das Kloster Töss zählte im 14. Jahrhundert zu den Hochburgen der Mystik,- und die Nonnen von Oetenbach und Töss gelten als Meisterinnen dieser Übungen, mit denen die Seele zu Gott hingeführt werden sollte.

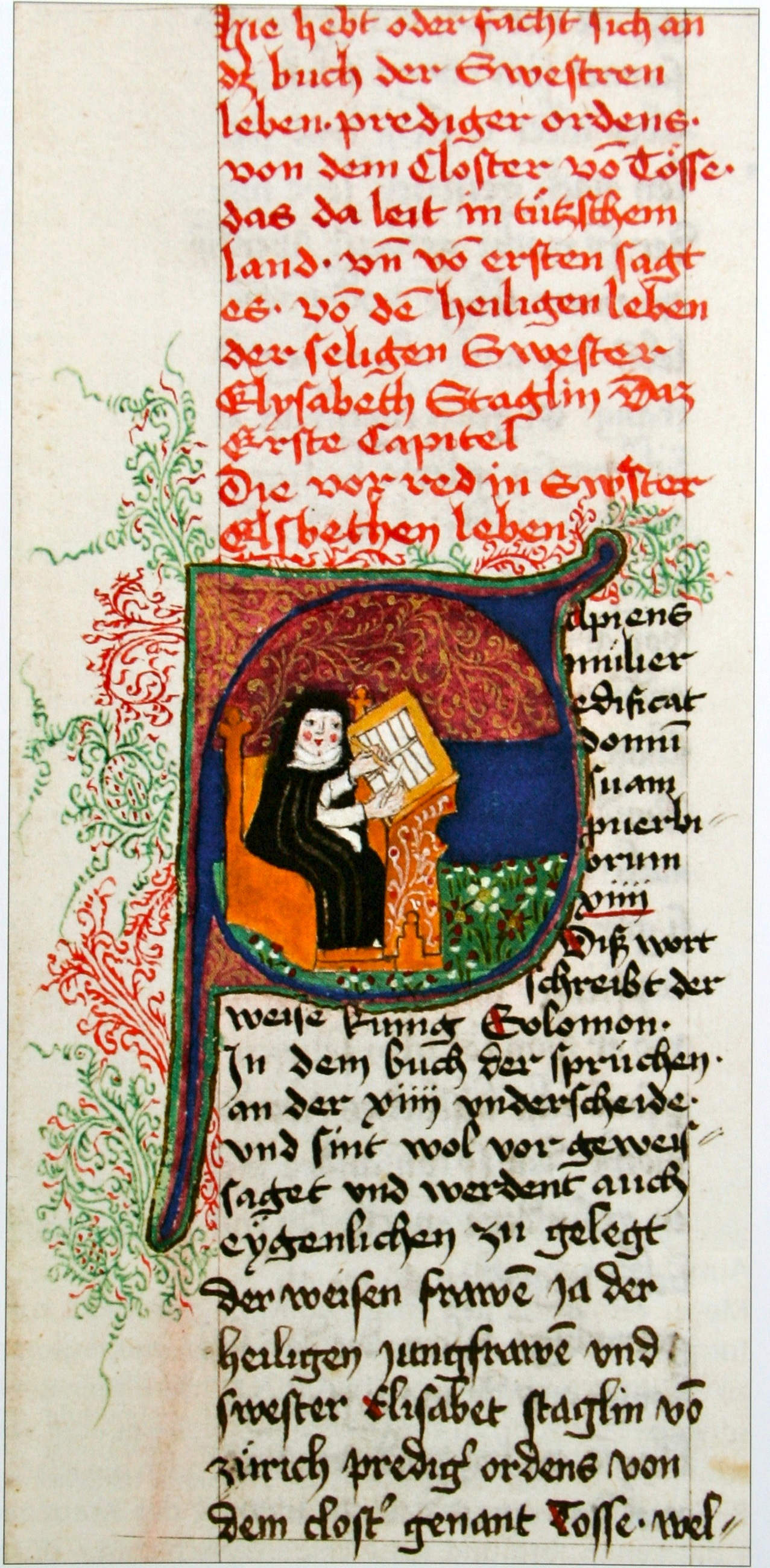
Elsbeth Stagel in der Nürnberger Abschrift des Schwesternbuches des Klosters Töss.

Von diesem Leben berichtet das um 1340 entstandene Tösser Schwesternbuch, das in 34 Viten einen weitreichenden Einblick in die Welt der Tösser Frauenmystik bietet. Verfasst hat es, zusammen mit einigen namentlich nicht bekannten Mitschwestern, die Nonne Elsbeth Stagel, die, kurz nach 1300 in Zürich als Tochter eines Zürcher Ratsherrn geboren, schon als Kind nach Töss gekommen war. In einer Mischung von Kurzviten und ausführlicheren Darstellungen greift das Buch auf unterschiedliches Quellenmaterial zurück, möglicherweise auch auf einige ursprünglich selbständige Gnadenviten, etwa bei der Vita der Mechthild von Stans. Den Abschluss des Buches bildet die nachträglich hinzugefügte Vita der ungarischen Königstochter Elisabeth von Ungarn. Insgesamt vermittelt das Werk, wie alle Schwesternbücher, weniger eine realistische Abbildung des Alltagslebens als vielmehr eine Unterweisung in religiösen Fragestellungen und in den Idealen klösterlicher Spiritualität. In diesem Sinne erfolgte auch die Rezeption im 15. Jahrhundert, als der Klosterreformator Johannes Meyer ein Vorwort hinzufügte, um das Buch für die Zielsetzungen der Klosterreform zu nutzen.

### Blütezeit
Nach dem Tod des Stifters des Klosters, der 1264 ohne direkte Erben gestorben war, kamen seine Besitzungen an Rudolf von Habsburg. 1424 kam die Grafschaft zuerst pfandweise, 1452 definitiv an die Stadt Zürich.
Das Kloster erfreute sich vor allem bei Angehörigen des Landadels und der städtischen Rats- und Patrizierfamilien grosser Beliebtheit. Die Aufnahme setzte ein bestimmtes Vermögen voraus; dadurch gelangte das Kloster durch Schenkungen und Käufe zu beachtlichem Grundbesitz. Um 1300 war es das reichste Kloster der Region. Das Kloster besass grosse Teile des Dorfes Töss, das Dorf Dättlikon, die Mühlen entlang der Töss sowie grosse Grundbesitze in Neunforn, bei Rorbas, Buch am Irchel und Berg am Irchel. Der Grundbesitz in der Stadt Zürich wurde von einem eigenen Amtmann verwaltet. Dem Kloster unterstanden auch zahlreiche Leibeigene; deren erste urkundliche Bestätigung stammt aus dem Jahr 1274.
In seiner Blütezeit im ausgehenden 13. und im 14. Jahrhundert lebten über hundert Nonnen im Kloster. Die Attraktivität des Klosters war trotz der strengen Vorschriften so gross, dass die Zulassung der Nonnen zeitweise beschränkt wurde. Die Bindung des Klosters Töss an den Adel wurde im 14. Jahrhundert verstärkt durch Elisabeth von Ungarn, die von 1309 bis zu ihrem Tod im Jahr 1336 in Töss lebte. Ihr zu Ehren nahm das Kloster das ungarische Doppelkreuz ins Wappen auf, das auch heute noch Bestandteil des Gemeindewappens von Töss ist.
Ab 1430 besass das Kloster ein Burgrecht mit der Stadt Winterthur, dieses wurde 1488 erneuert. 1514 bestand das Burgrecht ohne einen bestimmten Anlass oder Verfügung jedoch nicht mehr. Ursachen könnten Streitereien um die Rechte an der Eulach, die gewährten Zollfreiheiten oder die Besitzesrechte am Lindberg und in der Neuwiesen sein.
Zwischen 1469 und 1491 erlaubten die guten wirtschaftlichen Verhältnisse den Nonnen, ein neues zweigeschossiges Klausurgebäude errichten und den neuen Kreuzgang unter anderem von Hans Haggenberg ausmalen zu lassen. Die Rückwände des Kreuzganges massen rund 40 Meter, die Innenwände 30 Meter. Gerold Meyer von Knonau schrieb 1844 in seinem Handbuch «Der Kanton Zürich»: Der Kreuzgang mit 61 Spitzbogen mit 80 Frescogemälden […] geziert, von welchem im Jahre 1837 noch 35 gut erhalten waren. Als Stifterin des Kreuzganges gilt die Nonne Clara Egghart, die aus einer Konstanzer Patrizierfamilie stammt und dem Kloster Töss zudem auch den Zukauf von Ländereien ermöglichte.
Auf 160 Metern Wandfläche waren Geschichten aus dem Alten und Neuen Testament abgebildet. In der Sockelzone wurden Wappen und Namen von Nonnen und ihren Verwandten festgehalten. Die Wandmalereien wurden im 19. Jahrhundert zusammen mit dem Gebäude zerstört, sind jedoch dank Nachzeichnungen von Paul Julius Arter (1797–1839), August Corrodi und Johann Conrad Werdmüller überliefert.

Bilder von Johann Conrad Werdmüller aus dem Kreuzgang
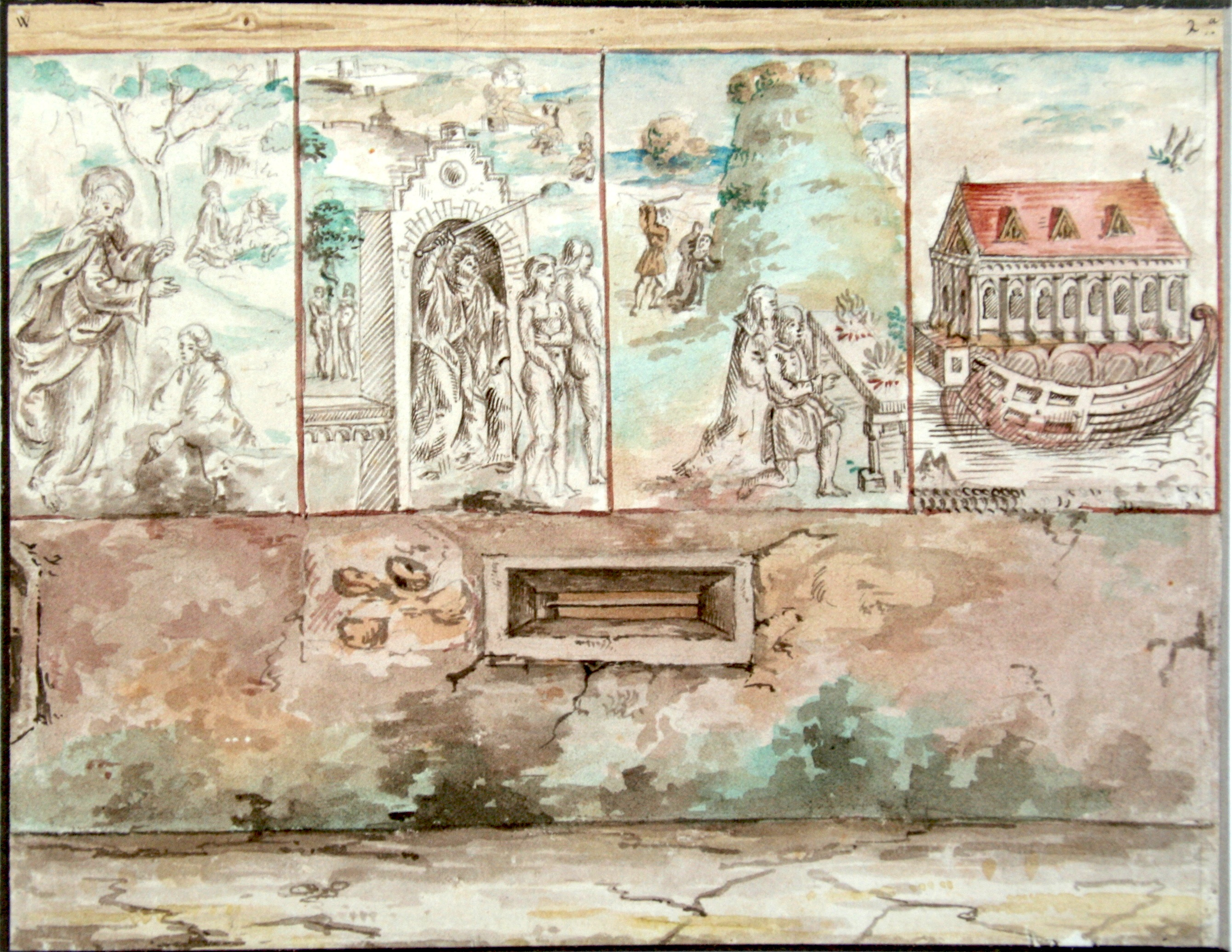
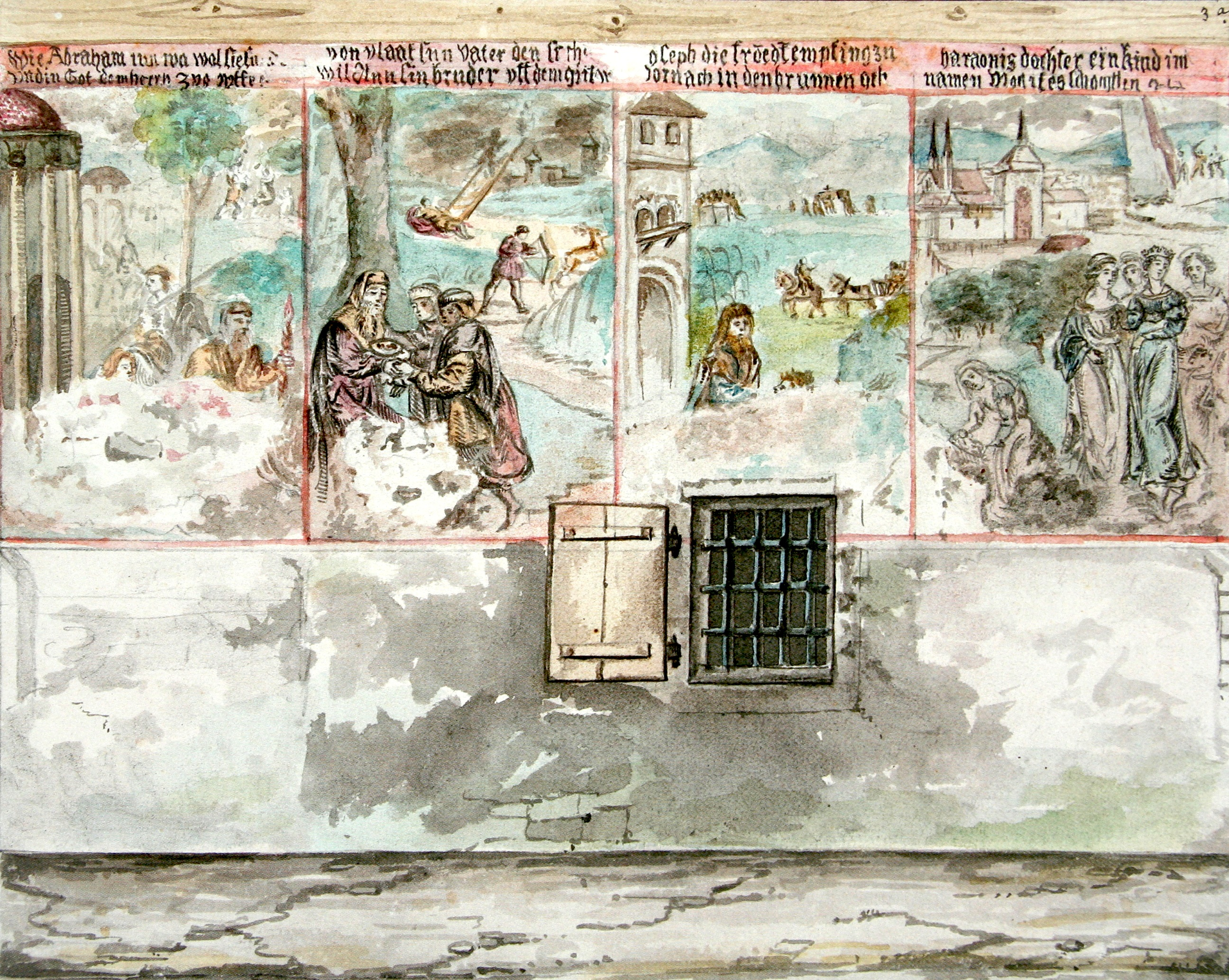
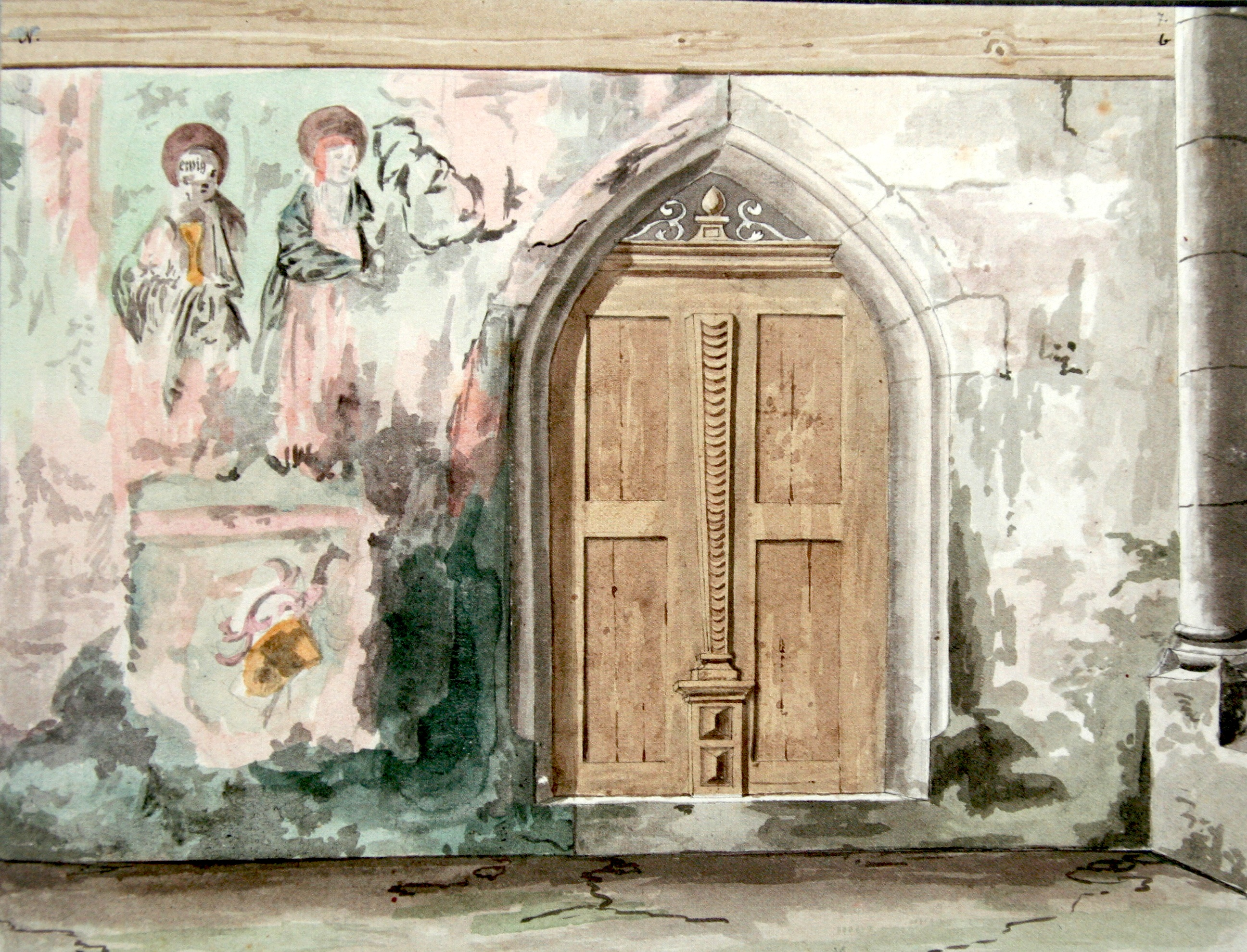
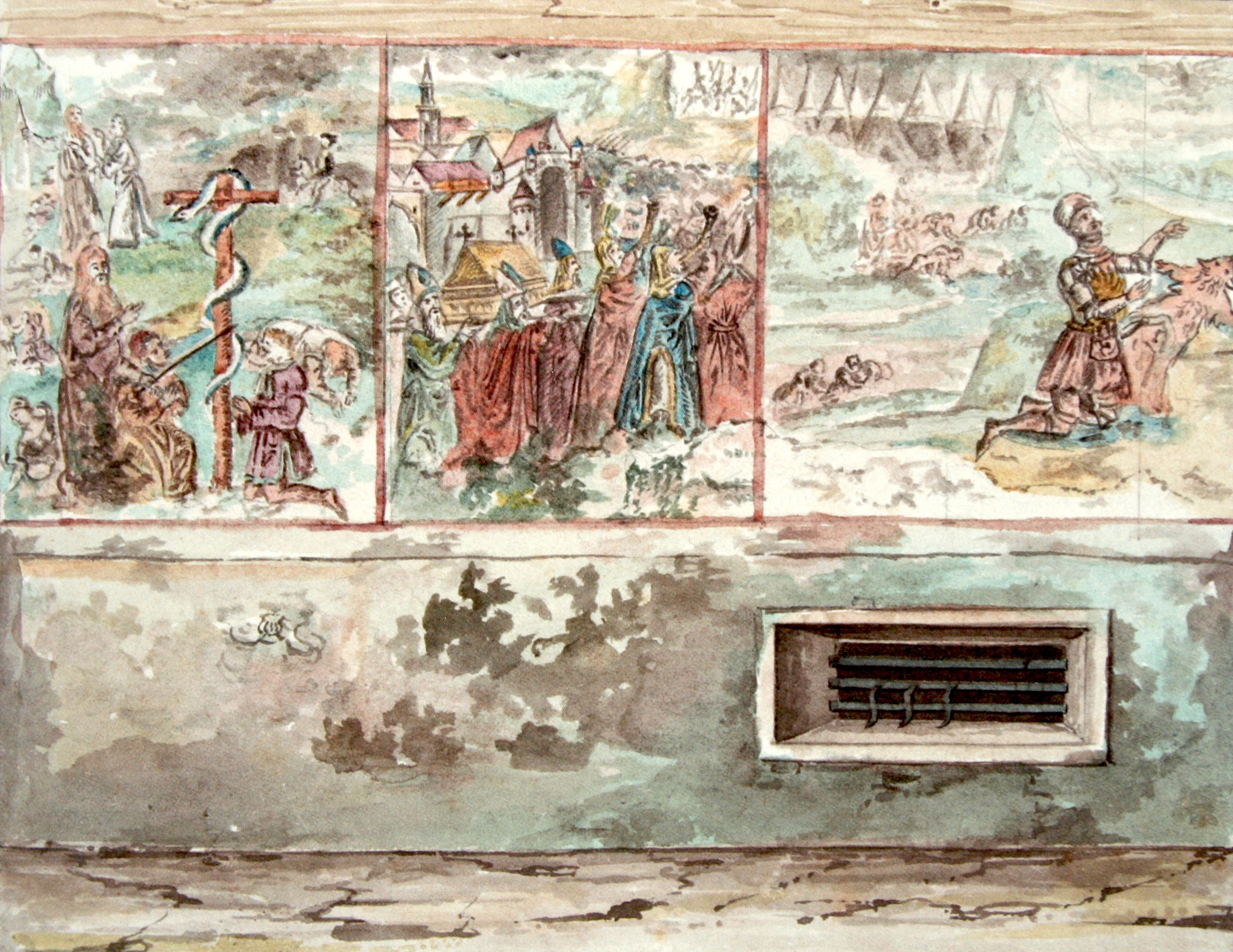

### Niedergang

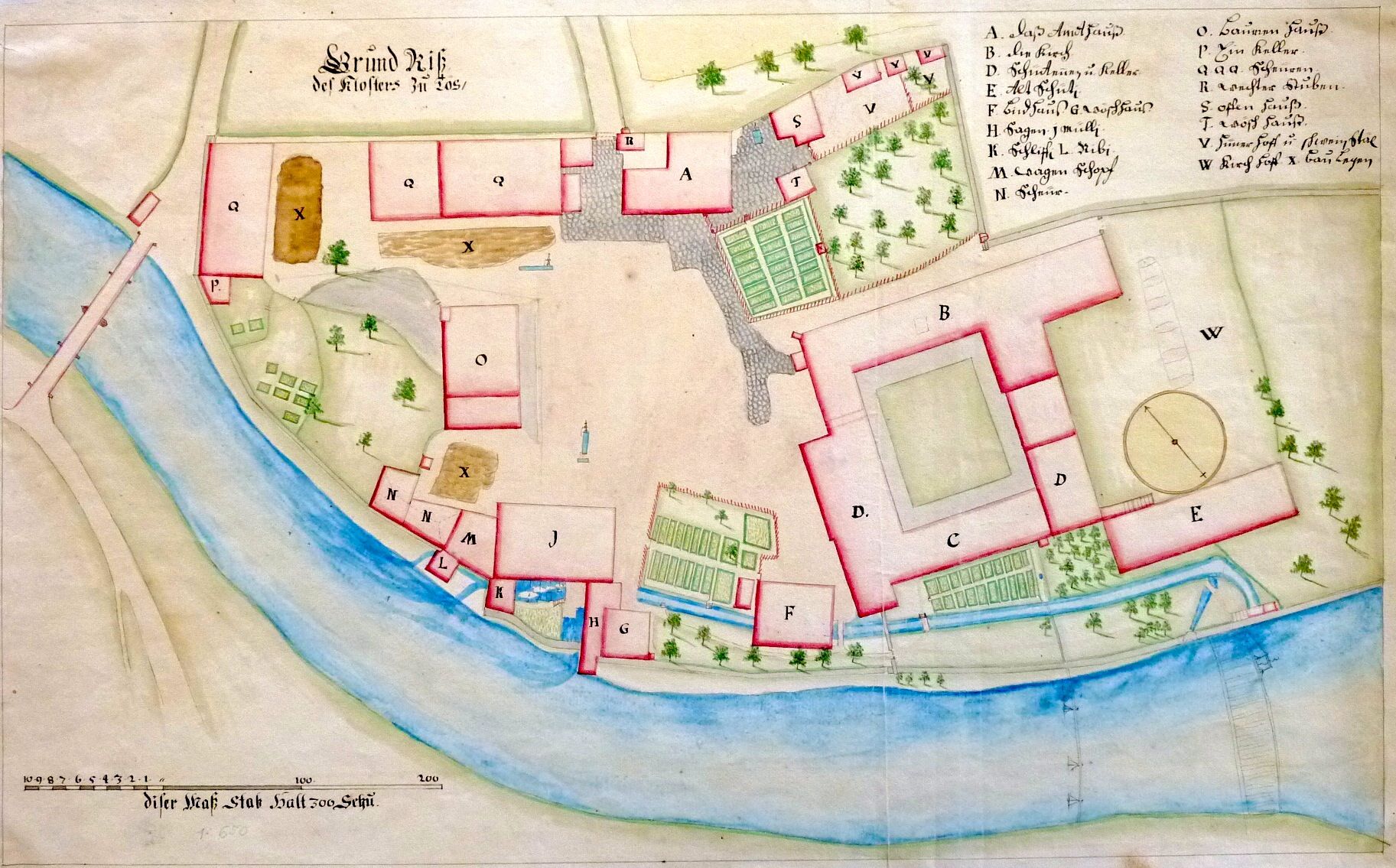
Situationsplan um 1800

Zu Beginn waren die Klosterregeln in Töss so ausgelegt, dass die sozialen Unterschiede der Herkunft der Frauen ausgeglichen wurden. Im Laufe des 15. Jahrhunderts, mit zunehmendem Reichtum, wurden die Regeln gelockert. 1514 erlaubte eine Bulle das Tragen bequemerer Kleidung. Einzelne Klosterfrauen verwalteten ihr Privatvermögen selbständig, lebten im Kloster wie in einer Pension und hielten sich Dienstbotinnen. Einige erholten sich bei Verwandten oder bei einem „Kuraufenthalt“ in Baden vom eintönigen Klosteralltag und waren offenbar auch einer Ergänzung der Kur durch «irdische Freuden» nicht abgeneigt. Nonnen verliessen das Kloster ohne Erlaubnis, und die Badestube wurde auch von Auswärtigen benutzt. Zudem sollte die Morgenmesse nicht mehr gesungen, sondern nur noch gelesen werden. Wie im Kloster Oetenbach in Zürich kam es auch im Kloster Töss zu einem allmählichen Zerfall der Sitten; die Klausurregeln wurden nur noch beschränkt beachtet, und die Frömmigkeit verlor sich. Aber bis zur Reformation blieb Töss ein angesehenes und wohlhabendes Kloster.

### Auflösung

Kloster Töss auf der Kantonskarte von Jos Murer 1566

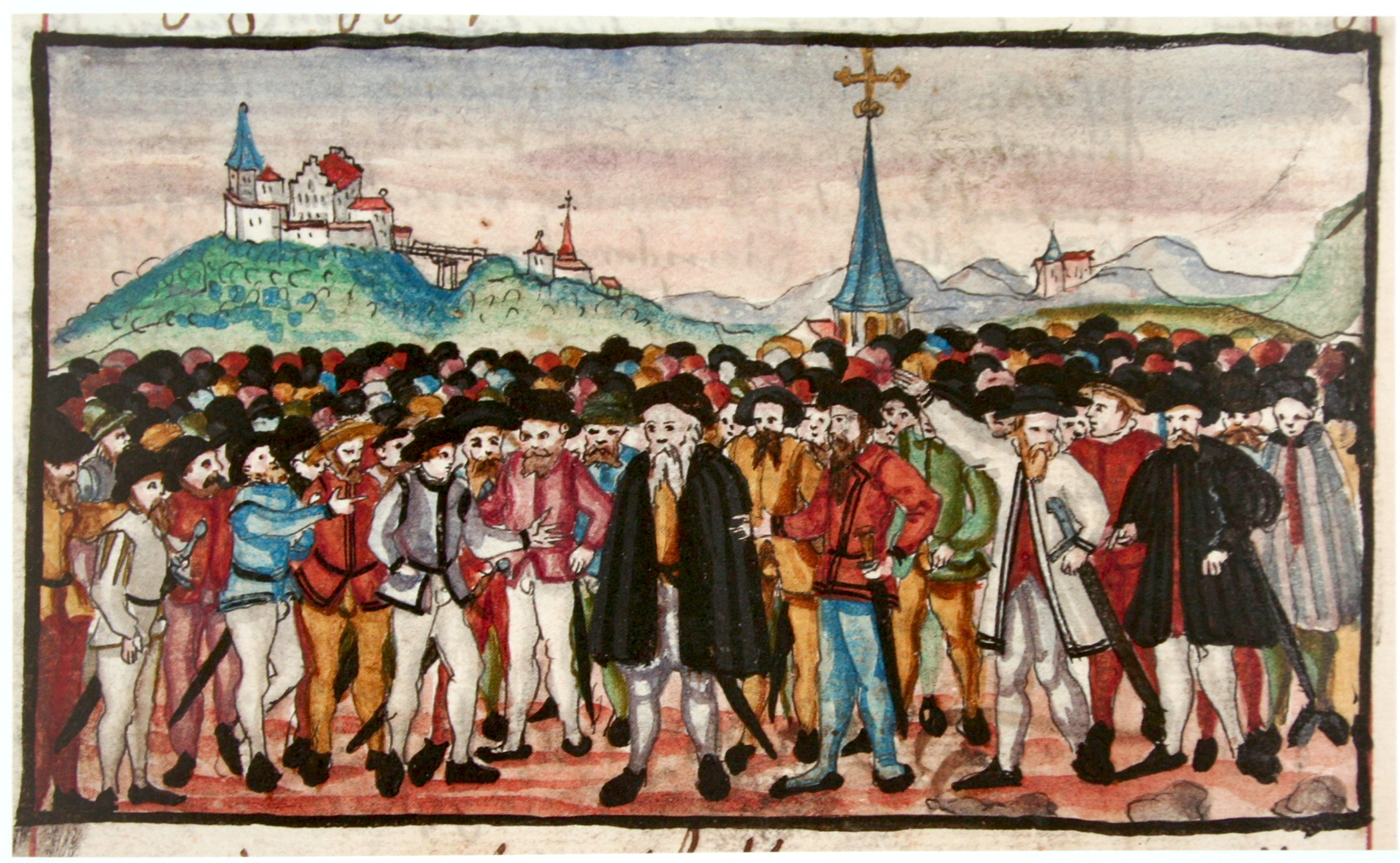
Bauernsturm von 1525; im Hintergrund die Kyburg

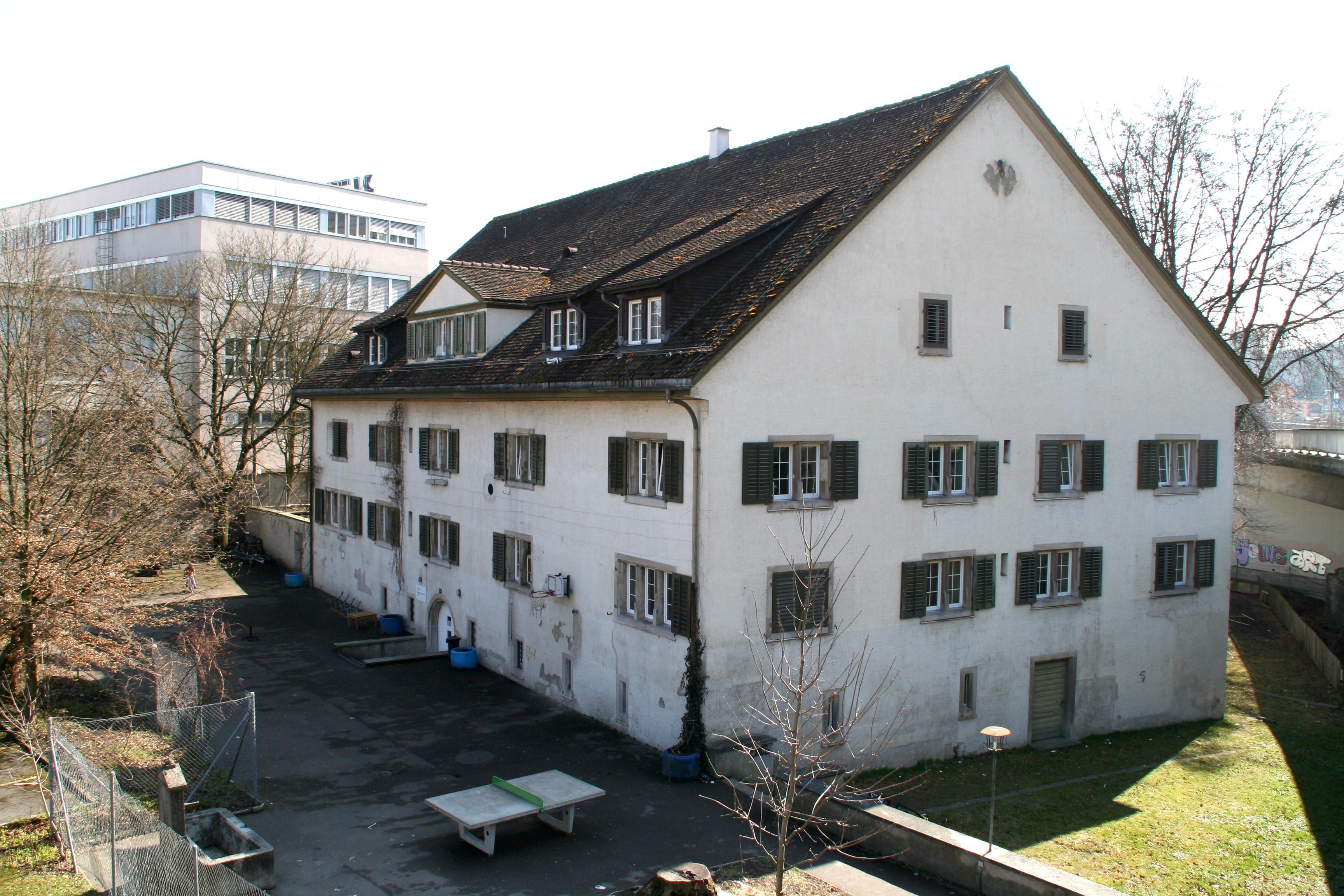
Ehemaliges Mühlengebäude

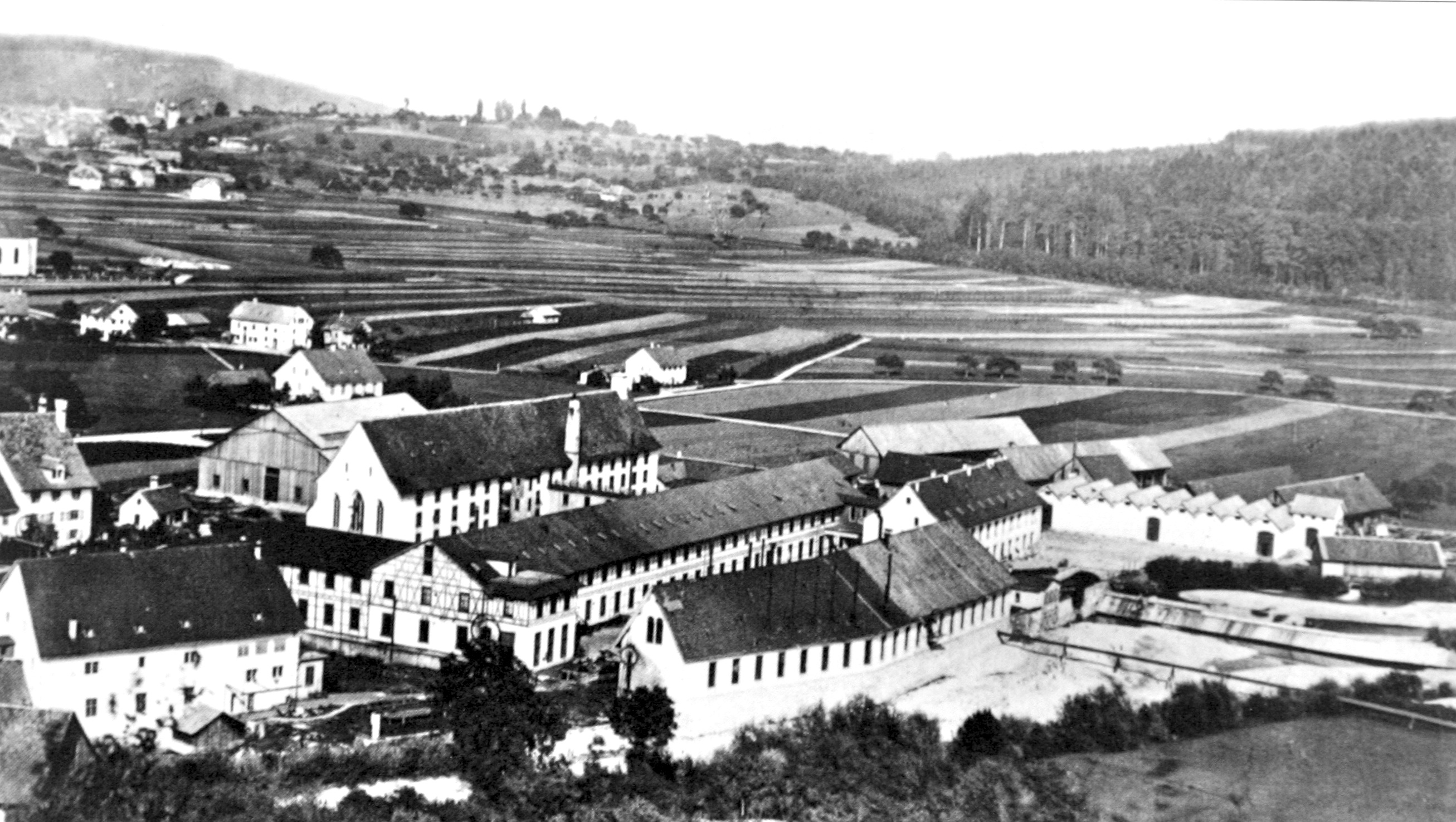
Das Areal des Klosters Töss 1869 mit den Fabrikanlagen der Rieter. Links der Mitte die ehemalige Kirche, erkennbar an den Fenstern an der Front. Links das ehemalige Mühlengebäude, siehe Bild oben

Schon vor der Reformation tätigte das Kloster keine grösseren Käufe mehr. Unter dem Einfluss neuer Ideen verliessen erste Nonnen das Kloster und forderten das eingebrachte Gut zurück.
Nach der Reformation, in der Karwoche 1525, schaffte der Rat von Zürich auf Zwinglis Veranlassung die Messe ab und ersetzte sie durch das Abendmahl. Im Juni des gleichen Jahres versammelten sich aufgebrachte Bauern vor den Toren des Klosters. Sie stellten zahlreiche Forderungen an die Zürcher Obrigkeit und drohten, das Kloster zu zerstören. Eine Plünderung konnte zwar vermieden werden, aber Zürich entschied, das Kloster aufzuheben. Noch im Juni entfernte ein vom Rat eingesetzter Aufseher Bilder und Heiligenstatuen. Am 9. Dezember 1525, nach knapp 300 Jahren des Bestehens, ging das Kloster in den Besitz des Staates über und wurde zu einem Amt. Sein Besitz wurde von der Zürcher Regierung beschlagnahmt, für die Verwaltung wurde ein Amtmann eingesetzt. In den folgenden Jahren wurden die Gebäude als Amtshäuser benutzt.
Einige Nonnen traten zum reformierten Glauben über, manche heirateten oder wurden von Verwandten aufgenommen. Andere erhielten von der Regierung eine Art Rente zugesprochen. Die Schwestergemeinschaft blieb jedoch bestehen, denn noch 1527 urkundeten Schwestern des Klosters Töss. 1532 werden über dreissig ehemalige Klosterfrauen und gegen zwanzig Laienschwestern erwähnt. Die letzte Klosterfrau des Klosters Töss, Katharina von Ulm, starb 1572. Die Klosterkirche diente fortan als Pfarrkirche.

Das Kloster Töss um 1825

Nach der Französischen Revolution um 1800 standen die Klostergebäude leer. 1833, 600 Jahre nach der Gründung, hob der Kanton Zürich alle Ämter auf, und das Kloster wurde versteigert. Der Unternehmer Heinrich Rieter (1788–1851) erstand am 30. Juli 1833 die Anlage für 103'000 Franken und errichtete an der Stelle seine Maschinenfabrik, die meisten Gebäude wurden abgerissen. 1834 kaufte Rieter die Kirche dazu. Sie blieb bis 1916 stehen und wurde wegen ihrer Höhe als Fabrikhalle genutzt. Zwischen Autobahn und Fabrik hat sich ein ehemaliges Mühlengebäude erhalten, das heute als Durchgangszentrum für Asylsuchende genutzt wird. Daneben erinnert in Töss nur noch die an der Maschinenfabrik entlang führende Klosterstrasse an das ehemalige Kloster Töss.